# Inman, Nebraska
Inman är en ort (village) i Holt County i Nebraska. Vid 2010 års folkräkning hade Inman 129 invånare.